# Бурята на века
„Бурята на века“ (на английски: Storm of the Century) е минисериал на Крейг Баксли, по сценарий на Стивън Кинг. Критиците го определят като един от най-добрите филми на Стивън Кинг.

## Сюжет
Внимание:  Текстът по-долу разкрива сюжета на произведението (или части от него)!
Жителите на острова Литъл Тол се готвят за бурята на века-буря, която ще ги връхлети през зимния сезон, когато в града се появява мистериозният Андре Линож. Той знае всичките мръсни тайни на жителите на острова. Той е ужасяващо зло – зло, което е дошло за да иска едно от децата на жителите на острова. И доката бурята вилнее, хората трябва да направят ужасяващ избор, кое дете да дадат – или ще изчезнат завинаги от лицето на Земята.

## „Бурята на века“
В България минисериалът е излъчен по AXN със субтитри на български и бива повтарян многократно.